# Dundret
Le Dundret (en same de Lule : Váhtjerduottar) est une montagne culminant à 820 mètres d'altitude au sud-ouest de la ville de Gällivare en Suède. Situé à l'est des Alpes scandinaves, il se présente comme un inselberg. Le sommet peut être atteint en voiture. Depuis le sommet ouest, on peut voir par temps clair un onzième de la superficie de la Suède. Le soleil de minuit est également bien visible de début juin à mi-juillet.

## Toponymie
Le nom Dundret vient du mot finnois tunturi (« montagne »), qui à son tour vient du mot same tuoddar (« montagne basse »).

## Géographie

### Faune et flore
La montagne abrite notamment des Lagopèdes alpins, des Lagopèdes des saules, des Bruants des neiges, des Pluviers guignards et des Gorgebleues à miroir. Au niveau de la flore, on y trouve des Silènes de Suède, des Pédiculaires de Laponie, des Andromèdes bleues et des Diapensies de Laponie.

## Activités

### Station de ski
Le Dundret possède une station de ski avec neuf pistes de ski alpin ainsi qu'un tremplin de saut à ski et des pistes de ski de fond. La saison de ski à Dundret commence habituellement début novembre et se termine à la fin d'avril. C'est pourquoi de nombreuses équipes nationales de ski y commencent leur entraînement saisonnier. Au fil des ans, de nombreuses compétitions internationales ont eu lieu au Dundret et en 1983, une compétition de coupe du monde de descente s'y est déroulée.

### Protection environnementale
L'ensemble de la montagne est une réserve naturelle, protégée depuis 1970 sur une superficie de 52 kilomètres carrés,. Elle fait partie du réseau européen de réserves naturelles Natura 2000,.